# 메이지 히로노
메이지 게이코 히로노(영어: Mazie Keiko Hirono, 広野慶子, 1947년 10월 6일 ~ )는 일본 태생의 미국 민주당 소속의 정치인이다. 1981-1994년 하와이주 하원의원, 1994-2002년 하와이 부주지사, 2007-2013년 연방 하원의원(하와이)을 지냈고, 현재 연방 상원의원(하와이)이다. 일본 태생의 첫 상원의원인 동시에 아시아계 최초의 여성 상원의원이다. 최초의 불교 신자 상원의원이다. 연방의회 의원 중 외국에서 태어난 이민자 1세 연방의원 14명 (연방 상원·하원 전체 의원 수 중 3%) 중 1명이자 이 중 유일한 상원 의원이다.

## 어린 시절
1947년 후쿠시마(福島)에서 출생했다. 1965년 모친을 따라 하와이로 이민했다.

## 역대 선거 결과
| 선거명      | 직책명                       | 대수  | 정당   | 득표율   | 득표수    | 결과 | 당락                   |
| ----------- | ---------------------------- | ----- | ------ | -------- | --------- | ---- | ---------------------- |
| 1980년 선거 | 하원의원 (하와이 제12선거구) | 11대  | 민주당 | 50.00%   | 1표       | 2위  | 하와이 주의원 당선     |
| 1982년 선거 | 하원의원 (하와이 제20선거구) | 12대  | 민주당 | 66.90%   | 3,788표   | 1위  | 하와이 주의원 당선     |
| 1984년 선거 | 하원의원 (하와이 제32선거구) | 13대  | 민주당 | 73.26%   | 3,994표   | 1위  | 하와이 주의원 당선     |
| 1986년 선거 | 하원의원 (하와이 제32선거구) | 14대  | 민주당 | 77.67%   | 4,006표   | 1위  | 하와이 주의원 당선     |
| 1988년 선거 | 하원의원 (하와이 제32선거구) | 15대  | 민주당 | 74.38%   | 4,012표   | 1위  | 하와이 주의원 당선     |
| 1990년 선거 | 하원의원 (하와이 제32선거구) | 16대  | 민주당 | 단독후보 | 무투표    | 1위  | 하와이 주의원 당선     |
| 1992년 선거 | 하원의원 (하와이 제22선거구) | 17대  | 민주당 | 단독후보 | 무투표    | 1위  | 하와이 주의원 당선     |
| 1994년 선거 | 하와이 부지사                | 10대  | 민주당 | 36.58%   | 134,978표 | 1위  | 하와이 부지사 당선     |
| 1998년 선거 | 하와이 부지사                | 10대  | 민주당 | 50.11%   | 204,206표 | 1위  | 하와이 부지사 당선     |
| 2002년 선거 | 하와이 주지사                | 6대   | 민주당 | 47.01%   | 179,647표 | 2위  | 낙선                   |
| 2006년 선거 | 하원의원 (하와이 제2선거구)  | 110대 | 민주당 | 61.04%   | 106,906표 | 1위  | 하와이주 하원의원 당선 |
| 2008년 선거 | 하원의원 (하와이 제2선거구)  | 111대 | 민주당 | 76.06%   | 165,479표 | 1위  | 하와이주 하원의원 당선 |
| 2010년 선거 | 하원의원 (하와이 제2선거구)  | 112대 | 민주당 | 72.19%   | 132,290표 | 1위  | 하와이주 하원의원 당선 |
| 2012년 선거 | 상원의원 (하와이 제1부)      | 113대 | 민주당 | 62.60%   | 269,489표 | 1위  | 하와이주 상원의원 당선 |
| 2018년 선거 | 상원의원 (하와이 제1부)      | 116대 | 민주당 | 71.15%   | 276,316표 | 1위  | 하와이주 상원의원 당선 |
| 2024년 선거 | 상원의원 (하와이 제1부)      | 119대 | 민주당 | 64.62%   | 323,489표 | 1위  | 하와이주 상원의원 당선 |

## 참고 자료
- 위키미디어 공용에 메이지 히로노 관련 미디어 분류가 있습니다.
- 미국 의원 인물 소개
- 메이지 히로노 - X
- 메이지 히로노 - 페이스북